# バカブ
バカブ (Bacab) は、後古典期のユカタン半島のマヤ人によって信仰されていた天の四隅を支える神。古典期マヤではパウアトゥン（Pauahtun）と呼ばれていた。
バカブについて詳しい記述を残しているのはディエゴ・デ・ランダであり、それによるとバカブは天の四隅を支える4人の神格であり、かつて洪水で世界が滅ぼされたときに脱出したとも言われていた。また、ハアブの最後の5日であるワイェブの祭りにおいて重要な役割を果たし、人々は4つの方角に捧げ物をする。それぞれのバカブには名前がついており、南をホブニル(Hobnil)、東をカンシナエル(Can Tizic Nal)、北をサクシニ(Sac Cimi)、西をホサネク(Hosan Ek)と言った。各バカブには色と影響のある年が決まっていた。
ディエゴ・ロペス・デ・コゴジュードによれば、バカブは雨と風の神であり、また空を支えるという。現地人による文献でも風の神とされる。
現地人による文献である『チュマイェルのチラム・バラムの書』によれば、ユカテコの神フナブ・クーが過去の時代において4人のバカブを創造した。大洪水によって世界が滅んだとき、バカブは逃げて新しい時代において再び天の四隅を支えるようになった。また『ティシミンのチラム・バラムの書』では、バカブは世界の四隅と中央にイシュの木を植えたとする。
古代マヤでは天の四隅を支える神はパウアトゥンと呼ばれ、世界の方向と関連し、1人であることも4人であることもある。天を支えるという職務にもかかわらず、図像学的には白髪のはえた老人として描かれ、ほら貝または亀の甲羅を背負っている。ときには蜘蛛の巣を身につけている。後古典期の絵文書で「神N」と呼ばれるものと同一である。酒と若い娘を好む。天を支えるほかに、雷、山、および地中の神でもあったようであり、現在のグアテマラ高地のマム神に似る。チチェン・イツァの両腕を上に伸ばした像はバカブであると言われる。
雨、嵐、稲妻の神であるチャーク、王家の守護神で稲妻の神であるカウィール、トウモロコシの神もまた東西南北に4人いるとされる。カール・タウベによると、これらの4人いる神は、四角いトウモロコシ畑と関連し、そこからまた雨と農業の神と考えられる。後にバカブはチャーク神と混同されるようになった。
エリック・トンプソンはバカブを中央メキシコの絵文書に登場する空を支える神々（ツィツィミメ）と比較した。